# Thornycroft (entreprise)
Pour le chantier naval, voir John I. Thornycroft & Company.
Thornycroft (initialement Thornycroft Steam Carriage and Van Company, puis Transport Equipment (Thornycroft) Ltd.) est une entreprise britannique de construction de camions, autocars et autobus, active de 1896 à 1977.

## Histoire
John Isaac Thornycroft (en), né à Rome le 1er février 1843, conçoit un premier véhicule routier à vapeur en 1862. Deux ans plus tard, il crée la société Steam Carriage and Wagon Company, avec des ateliers à Chiswick, un quartier de Londres. À la suite du Locomotive Act, la législation n’étant pas favorable, il arrête son projet, et fonde en 1866 la société de construction navale John I. Thornycroft & Company. Pendant les 31 années suivantes, il se concentre sur le développement de celle-ci, avant de s’intéresser de nouveau aux véhicules routiers en 1895, et construit son premier véhicule à vapeur dans les ateliers de Chiswick. La société Thornycroft Steam Wagon Company de Chiswick, créée pour éviter la confusion, a lancé la fabrication de camions et camionnettes à vapeur et pour cela s'est dotée de nouveaux ateliers à Basingstoke, dans le Hampshire, pour répondre à la demande. L'armée britannique War Office était l'un des principaux clients de Thornycroft.
Durant sa « grande » époque, les années 1900 à 1920, Thornycroft s'était essayé comme fabricant de véhicules commerciaux et militaires - époque où des autobus Thornycroft pouvaient être vus dans les rues de Londres ou Paris. On a moins de repères dans sa très brève incursion dans la construction automobile, de 1903 à 1912, avec la production de quelques voitures haut de gamme dans l'usine de Basingstoke.
En 1902, Thornycroft a introduit des véhicules à moteur à circuit intégré (désignation du moteur à explosion à l'époque), et l'entreprise est devenue un fabricant novateur et réputé de véhicules automobiles commerciaux. En 1903, l'entreprise se lance dans la fabrication de voitures haut de gamme, mais la forte demande de véhicules commerciaux légers et lourds l'oblige à se concentrer sur les produits qui ont fait la renommée de la marque et la production de voitures est arrêtée en 1912. Thornycroft élargit sa gamme de véhicules lourds, et son camion de 4 tonnes (Type J) est devenu le cheval de bataille de la marque pendant la Première Guerre mondiale, au cours de laquelle environ 5 000 exemplaires militaires ont été livrés à l'armée britannique. En 1919, les ateliers de Basingstoke employaient 1 500 salariés et produisaient des véhicules lourds équipés du moteur IC et fabriquaient des moteurs marins IC. La gamme des produits Thornycroft, fabriqués à Basingstoke et Southampton, comprenait des véhicules à moteur pour le transport de marchandises et de passagers et les services municipaux, divers types de bateaux, des centrales électriques marines, etc. Thornycroft avait également des dépôts et des succursales de vente répartis en Angleterre et à l'étranger.
En 1948, la raison sociale de l'entreprise change et devient Transport Equipment Thornycroft Ltd pour éviter toute confusion avec la société de construction navale John I. Thornycroft & Company Ltd. La société était connue pour ses châssis de pompiers avec une transmission à essieux multiples pour une utilisation dans les aéroports. Quelques châssis 4x4 ont été livrés au constructeur de véhicules d'incendie Carmichael, basé à Worcester, dans les années 1950. 
La société est rachetée en février 1961 par Associated Equipment Company - AEC-ACV, et la production se limite aux modèles Nubiens, Big Bens et Antars. La boîte de vitesses à six vitesses conçue par Thornycroft a été utilisée encore pendant plusieurs années sur les modèles AEC et on la retrouve beaucoup plus tard dans les poids lourds Leyland et Albion. Le groupe ACV -  Associated Commercial Vehicles, ex AEC, est racheté en 1962 par Leyland Motors Ltd qui possédait déjà une unité spécialisée dans les véhicules lourds, Scammel Lorries Ltd, constructeur de poids lourds britannique depuis 1886, civils et militaires, racheté par Leyland Motors en 1955. L'usine Thornycroft de Basingstoke a été fermée en 1969 et la fabrication des véhicules spécialisés a été transférée chez Scammell à Watford. 
En 1975, British Leyland Motors Corporation Ltd - BLMC est nationalisé et devient le groupe British Leyland Ltd qui se divise en quatre sociétés indépendantes : 
- Leyland Cars qui devient vite British Leyland Cars,
- Leyland Truck and Bus, constructeur de camions, autobus et tracteurs
- Leyland Special Products avec ses cinq sous-divisions : Equipements de construction - Réfrigérateurs - Transport industriel (chariots élévateurs et tombereaux) - Véhicules militaires - Impression,
- Leyland International, chargé de l'exportation et des usines à l'étranger, Afrique, Inde et Australie.

En 1987 Leyland Trucks est racheté par le constructeur hollandais DAF Trucks. La commande est transférée à DAF qui obtient une validation pour fabriquer les camions S26 DROPS pour l'armée britannique dans l'usine Leyland de Lancashire. 
La division Leyland Bus, séparée de la division camions est rachetée par le suédois Volvo.
Après que le marché des poids lourds se soit effondré en Grande-Bretagne en 1987, DAF ferme l'usine en juillet 1988 et le site est vendu aux collectivités locales dans le cadre d'un projet de réaménagement urbain. La direction et certains cadres britanniques de DAF-Leyland tentent de sauver l'entreprise en faillite et créent, le 2 février 1993, une nouvelle société Universal Power Drives qui utilisera le nom "Unipower" comme marque commerciale. DAF-Leyland cède les licences de fabrication mais pas le nom des modèles S24, Nubian, Crusader et Commander qui seront fabriqués dans leur nouvelle usine à Watford, permettant ainsi aux possesseurs de ces véhicules de continuer la maintenance et de trouver des pièces détachées pour les véhicules Scammell. 
En 1996, le groupe américain PACCAR rachète DAF Trucks et Leyland Trucks.

## Les modèles produits

Le premier autobus expérimental testé à Rome en 1905, un Thornycroft Type "J"

### Autobus et automobiles

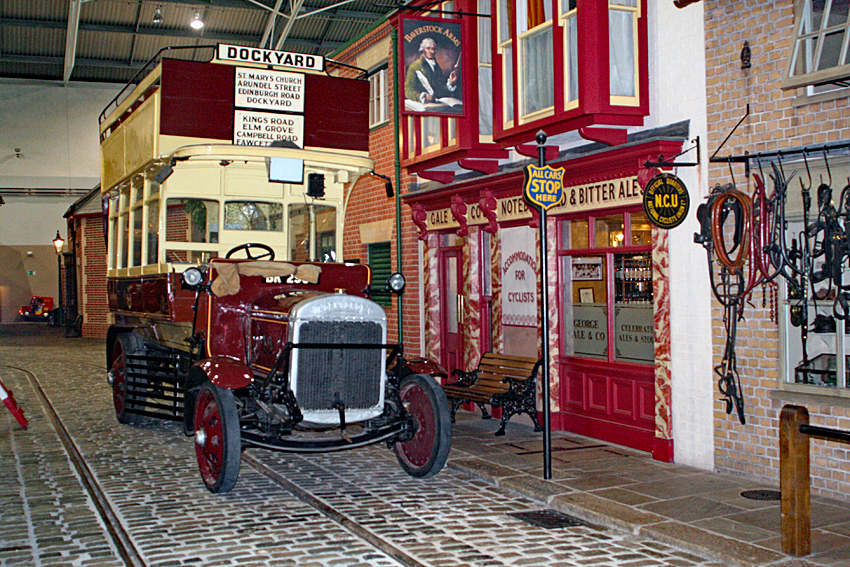
Autobus Thornycroft Type J

- Type J
- Beautyride
- Boudicea
- Cygnet (Single Deck)
- Daring (Double Deck)
- Lightning
- Nippy
- Patrician

### Camions
- Type J - 40 HP (1913)[4]
- Type K - 30 HP (1913)
- Hathi - tracteur d'artillerie 4x4 pour l'armée (1924)
- A1 RSW / A3 RSW - camion militaire 6x6 (1926)[5]
- QC / Dreadnought - camion 6x6x de 12 tonnes (1930)[6]
- Hardy
- Dandy
- Sturdy - 5/6 tonnes
- Trusty - 8 tonnes
- Bullfinch
- Strenuous
- Mastiff
- Tartar - camion 6x4 de 3 tonnes, versions civiles et militaires produites à 3 000 à 4 000 exemplaires entre 1938 et 1945.

(voir Thornycroft Bison pour une variante inhabituelle)
- Taurus
- Iron Duke
- Amazon
- Stag
- Bulldog
- Jupiter - 6,5 tonnes
- Nubian - en version 4x4, 6x4 et 6x6  de 3 tonnes,
- Big Ben
- Antar - camion hors gabarit de 85 tonnes destiné à l'industrie pétrolière,
- Swift
- Trident

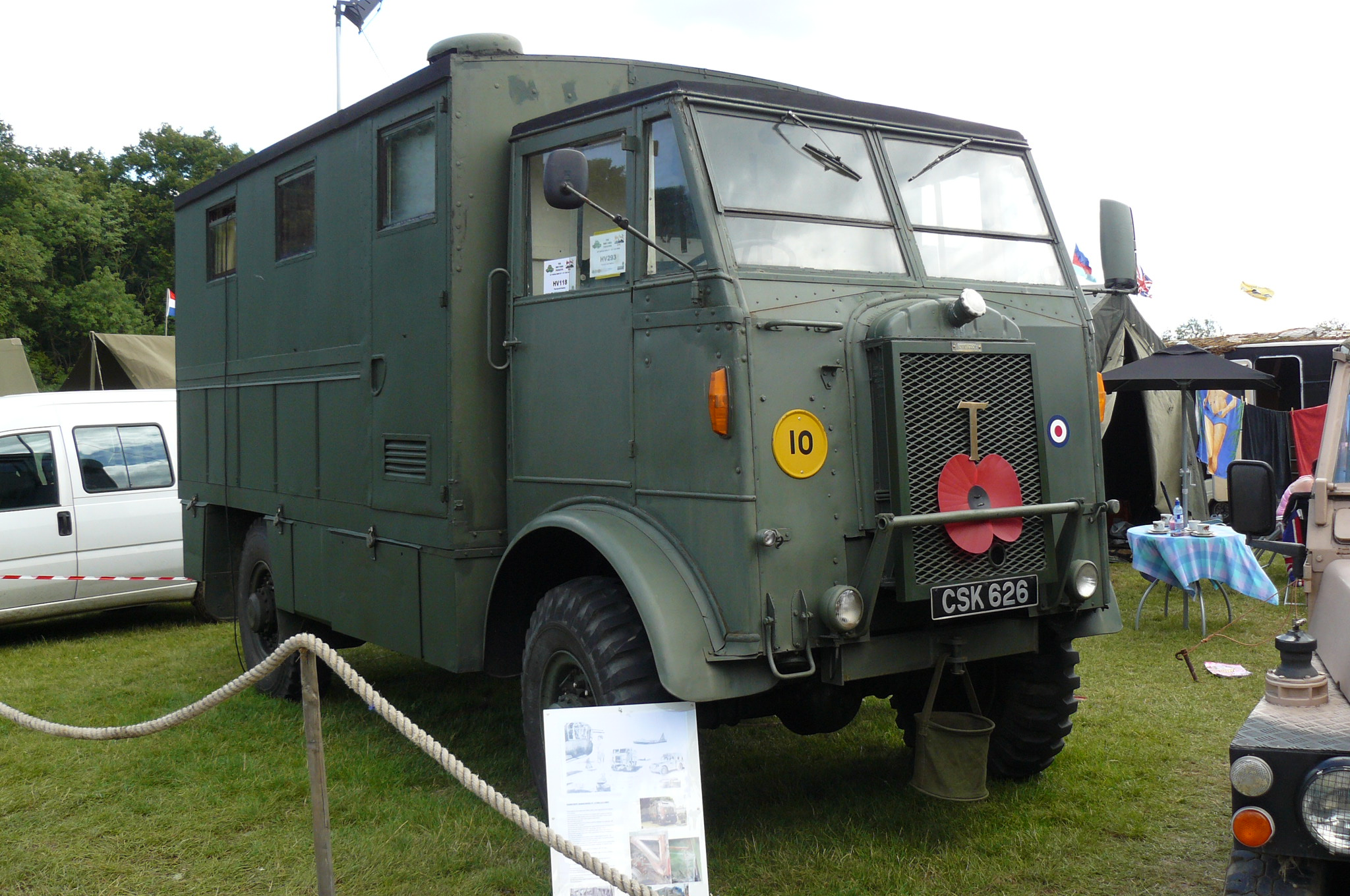
Thornycroft Nubian
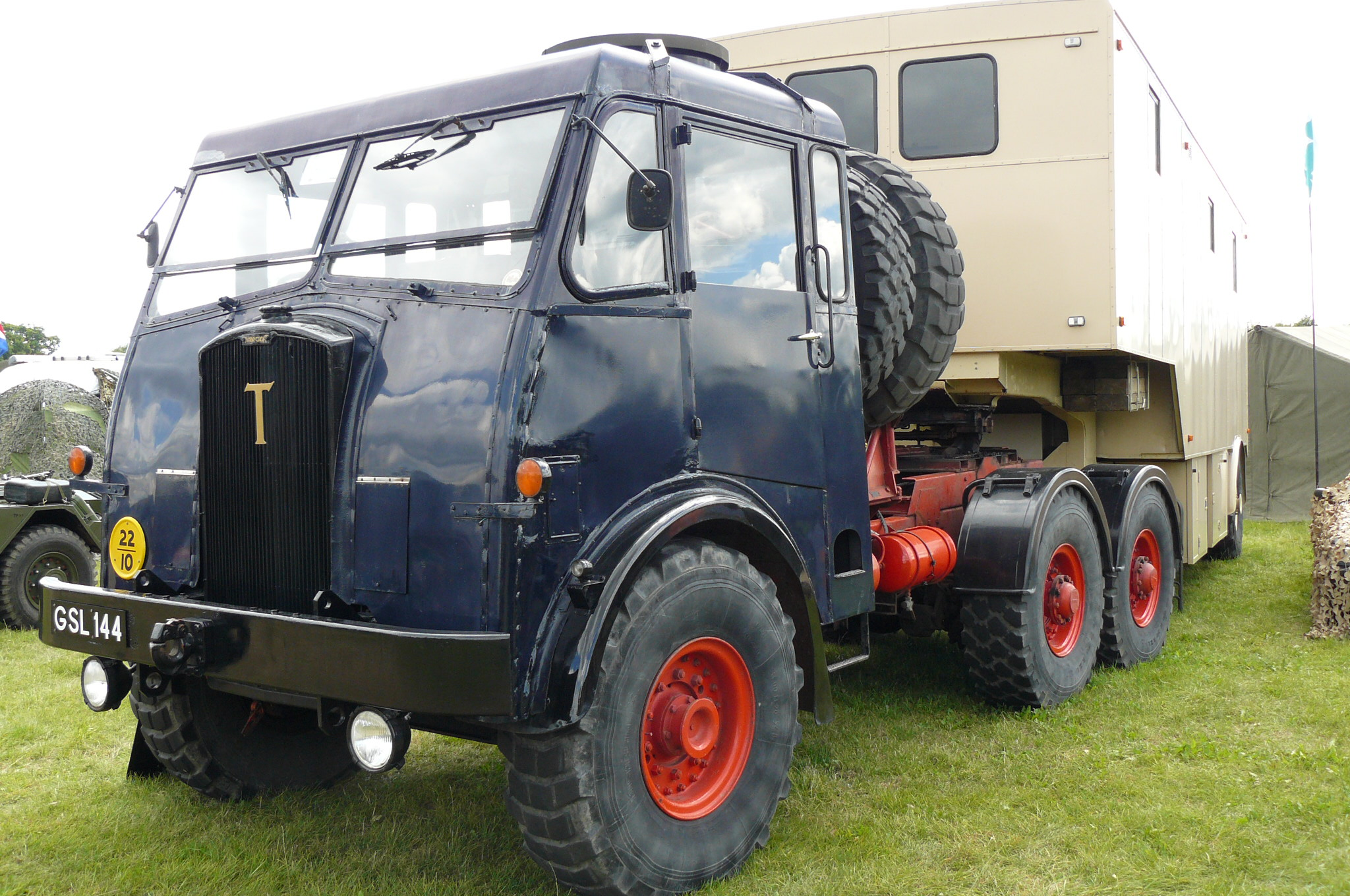
Thornycroft Big Ben
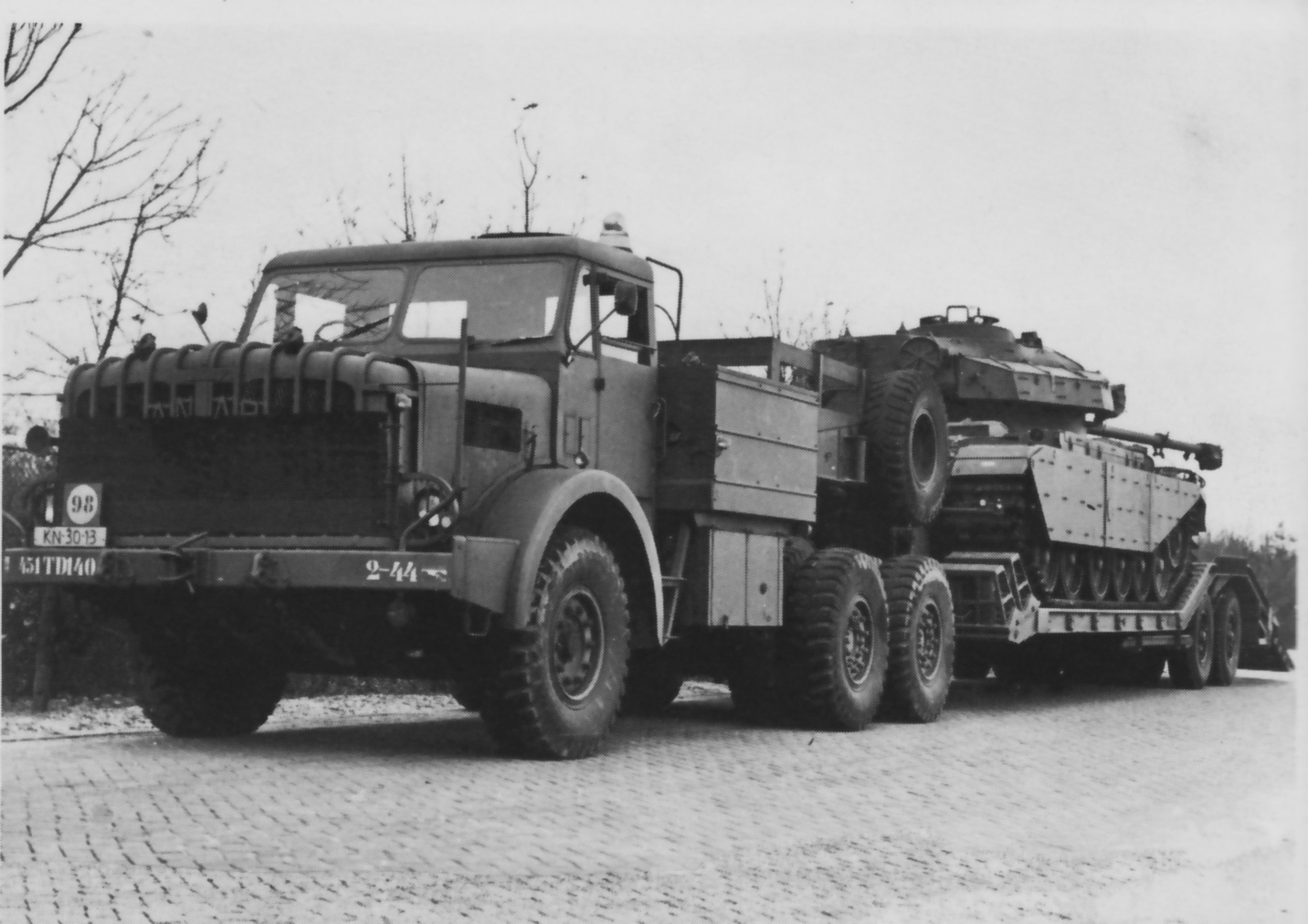
Thornycroft Antar
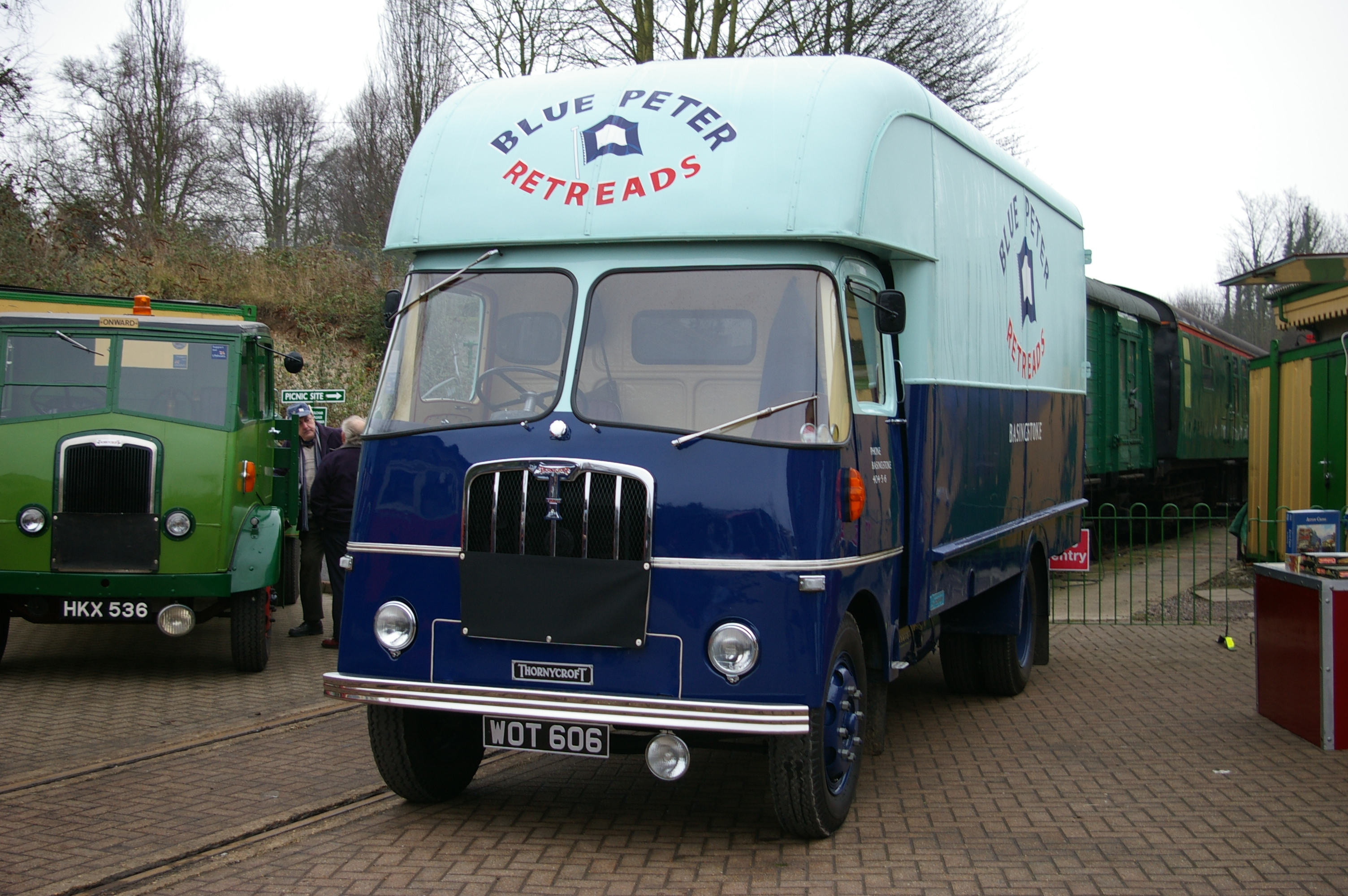
Thornycroft Swift
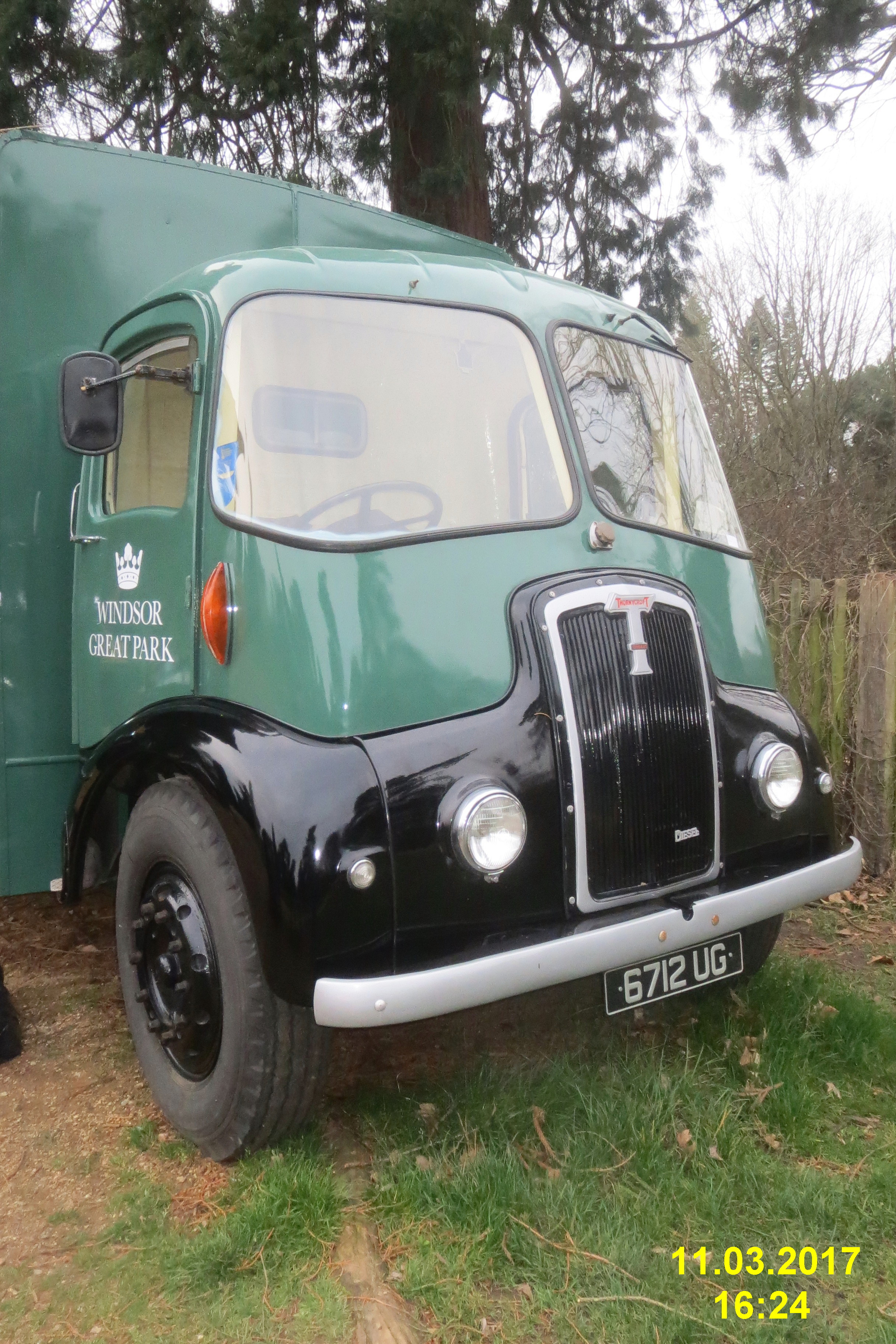
Thornycroft Trident